# Gilbert Galceran i Famadas

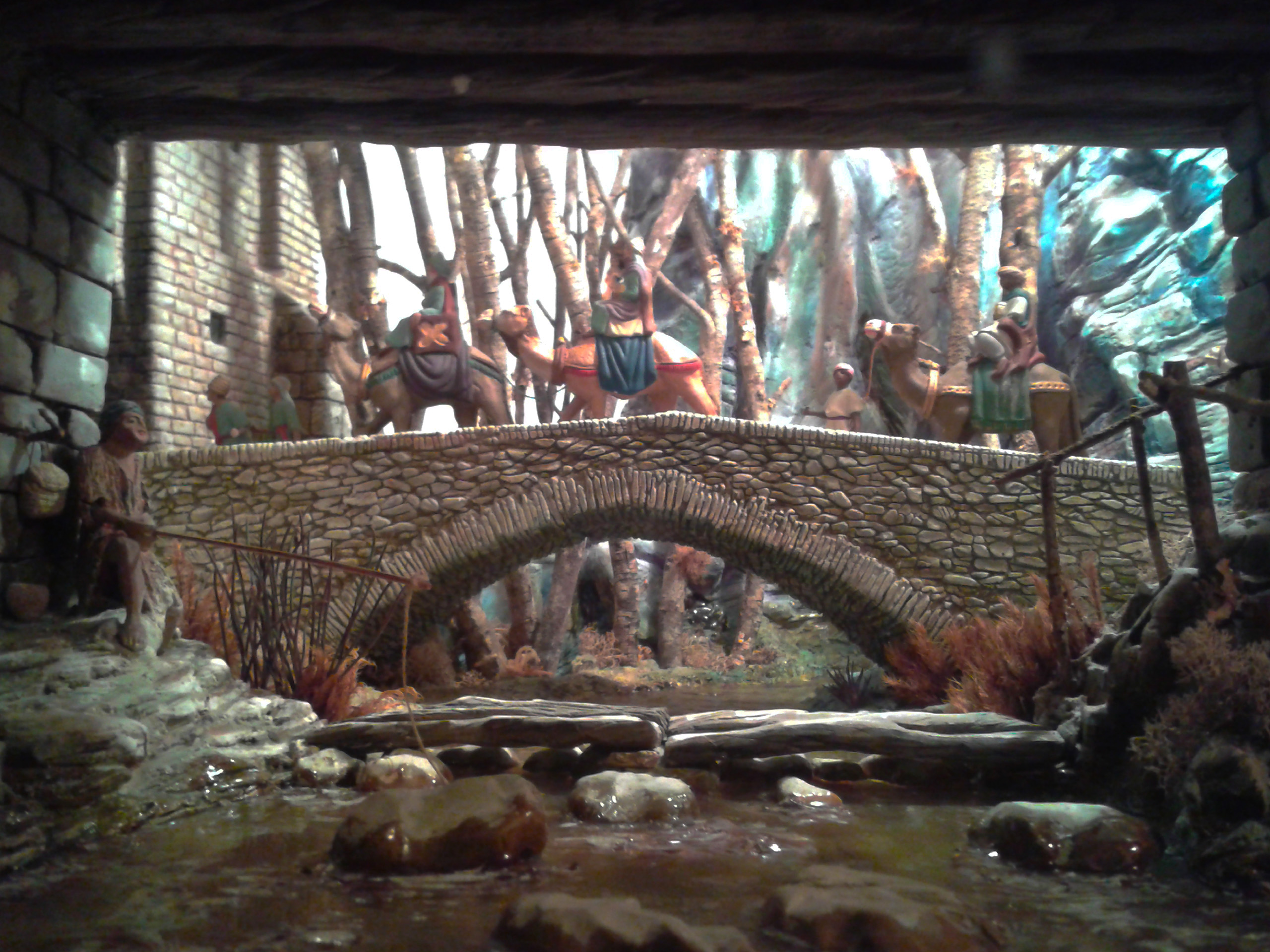
Fragment d'un diorama del monestir de Santa Maria de Solius sobre els tres Reis Mags d'Orient.

Gilbert Galceran i Famadas, batejat amb el nom d'Artur, (Vilanova i la Geltrú, 12 de maig de 1912 – Santa Maria de Solius, 1 d'agost de 2009) fou un frare cistercenc i pessebrista català.

## Biografia
Quan tenia vuit anys va visitar a Sebastià Gumà i va quedar impressionat per una gran col·lecció de figures de pessebre i la seva habilitat per a construir diorames amb guix acalorit segons la tècnica de l'escola de Barcelona. D'ençà d'aquell moment aplicà els coneixements als seus pessebres casolans. De pare metge, estudià a la Facultat de Medicina de Barcelona, però hagué d'interrompre els estudis per la guerra civil, moment en què serví amb el grau d'alferes en el cos de sanitat de l'exèrcit republicà. La seva vida canvià totalment quan, l'estiu del 1942, a punt d'iniciar l'últim curs de la carrera, decidí fer-se frare de l'orde del Cister.
La tardor del 1942 ingressà al monestir de Santa Maria de Poblet (Tarragona), on començà a cultivar la seva passió pel pessebrisme. El 1950 anà al monestir de Santa Maria de Hauterive de Fribourg (Suïssa), on deixà dotze diorames. El 1953 s'establí a la Casa General del Cister a Roma, que administra la Basílica de la Santa Creu de Jerusalem, on també construí alguns diorames. Durant aquesta època també feu tres diorames per al Museu de l'Associació Italiana Amics del Pessebre a Roma i algun més per al Museu Colitti de Campobasso. A Roma també difongué el pessebrisme donant conferències.
Per a refer-se d'una malaltia va tornar a Catalunya, el 1970, i s'establí al Monestir de Santa Maria de Solius, al Baix Empordà, que ja no abandonà mai més. En aquest monestir s'inaugurà el Museu del Pessebre de Santa Maria de Solius amb 34 diorames sobre la vida i la infància de Jesús amb algunes figures elaborades pel mateix Fra Gilbert. Els últims diorames els inaugurà pel Nadal de l'any 2002, sumant-ne 44.

## Pessebrista
Als diorames que va realitzar per als museus de diorames de Suïssa, Roma i Solius s'hi aprecia una singular concepció artística de la perspectiva i la fondària del paisatge, així com un tractament de la llum i el color que va de bracet de la composició en diversos nivells. L'etnògraf Bienve Moya, després de visitar els diorames de Solius va escriure que "és monjo i pessebrista, però també hauria pogut ser un gran cineasta". Si bé era un apassionat dels detalls en les seves composicions, el seu objectiu no era només artístic, sinó que volia que les seves obres fessin "obrir els ulls, no solament del cos, sinó també de l'ànima". Un dels diorames va anar al Vaticà a petició del Cardenal de Barcelona.

## Reconeixements
El 1998 va rebre el títol de membre d'honor de la Federació Catalana de Pessebristes. L'any 2000 obtingué la màxima distinció del pessebrisme internacional, fou reconegut “Pessebrista Universal” per l'Assemblea General de la Universalis Foederatio Praesepistica (UN-FOE-PRÆ), en el XVI Congrés Internacional de Pessebristes a Pamplona. El 12 d'octubre de 2000 i el maig de 2004 durant el Congrés Nacional de Belenistes d'Espanya a Villarrobledo, fou nomenat i rebé el “Diploma de l'únic pessebrista d'Espanya que fundà tres museus del Pessebre a Europa”. El 2002 l'Associació Pessebrista de Vilanova donà el seu nom a una sala d'exposicions amb motiu de reconeixement. El 7 de setembre de 2006, rebé el “Diploma de Mestre Artesà”, de la Generalitat a Barcelona al palau de Pedralbes. El 12 d'octubre de 2006, rebé l'homenatge Nacional d'Espanya de tots els pessebristes assistents en el XLIV Congrés Nacional de Belenistes de Vic. Participà en nombroses exposicions col·lectives i jornades pessebrístiques a Catalunya, Nevarà i Itàlia. A l'enterrament s'hi van aplegar monjos i monges, veïns i veïnes, fidels de prop i de lluny, advocats, empresaris, historiadors, polítics, pagesos, botiguers, pessebristes i familiars.